# Inferno 29
Inferno 29 är en kölbåt som tillverkades i 150 exemplar mellan 1982 och 1992. Den konstruerades av Håkan Södergren.